# Pterolophia shortlandensis
Pterolophia shortlandensis là một loài bọ cánh cứng trong họ Cerambycidae.